# Icterus parisorum
El turpial de Scott (Icterus parisorum) también conocido como bolsero tunero o turpial tunero, es una especie de ave paseriforme de la familia Icteridae. Se distribuye desde el suroeste de Estados Unidos hasta el sur de Baja California Sur y el centro de México.
Esta ave fue nombrada por Darius N. Couch en honor del general Winfield Scott. Aunque más tarde se descubrió que había sido previamente descrita por Bonaparte, el nombre común se mantiene.